# Bank Stowarzyszenia Mechaników
Bank Stowarzyszenia Mechaników S.A. w Warszawie – bank powołany w 1920 przez Stowarzyszenie Mechaników Polskich w Ameryce (The Polish Mechanics Co. Inc.) z siedzibą w Nowym Jorku, zlikwidowany w 1925. 
Bank posiadał oddział w Wolnym Mieście Gdańsku (1921–1925), początkowo przy Pffeferstadt 43 (obecnie ul. Korzenna) (1921–1922), następnie przy Böttchergasse 28 (ul. Bednarska) (1925).

## Siedziba
Siedziba banku mieściła się przy ul. Świętokrzyskiej 35 (1922). 